# 亞洛維奇
50°38′58″N 25°23′24″E / 50.64944°N 25.39000°E
亞洛維奇（烏克蘭語：Яловичі），是烏克蘭西北部的村莊，隸屬里夫內州的杜布諾區。該村始建於1147年，面積10.4平方公里，海拔高度188米，2001年人口202，人口密度每平方公里19.5人。